# بي بي سي بيزيك
بي بي سي بيزيك - كود رمزي لتعليم المبتدئين جميع الأغراض التابعة لمؤسسة الإذاعة البريطانية. وهو عبارة عن لغة برمجة، تم تطويرها في عام 1981، باعتبارها لغة برمجة أصلية لتقنية ال ام اوه اس650 6502MOS لأجهزة أكورن بي بي سي للحواسيب المنزلية أو الشخصية الصغيرة.
وهي نسخة من لغة البرمجة الخاصة بالكود الرمزي لتعليم المبتدئين جميع الأغراض الأساسية الملائمة لمشروع تعليم قراءة الحاسوب البريطاني التابع لإذاعة بي بي سي أو مؤسسة الإذاعة البريطانية،
وكان يتم كتابته في الغالب عن طريق صوفي ويلسون.